# Foshan Nanshi FC
Der Foshan Nanshi Football Club (chinesisch 佛山南獅足球俱樂部) ist ein 2016 gegründeter chinesischer Fußballverein aus Dongguan (chinesisch 東莞市 / 东莞市). Aktuell spielt der Verein in der zweiten Liga, der China League One.

## Namenshistorie
| von           | bis           | Vereinsname                                          |
| ------------- | ------------- | ---------------------------------------------------- |
| 2016          |               | Dongguan Machong Rongyi FC (chinesisch 东莞麻涌融易) |
| 2017          | 2018          | Guangdong Rongyi FC (chinesisch 广东融易)            |
| 2019          | 2020          | Guangdong Lianghetang FC (chinesisch 广东良和堂)     |
| 2021          | Dezember 2023 | Dongguan United FC (chinesisch 东莞莞联)             |
| Dezember 2023 | heute         | Foshan Nanshi FC (chinesisch 佛山南獅足球俱樂部)     |

## Stadion
Der Verein trägt seine Heimspiele im Dongguan Sports Center Stadium (chinesisch 东莞体育场) in Dongguan aus. Das Stadion hat ein Fassungsvermögen von 22.000 Personen.

## Trainerchronik
| Trainer      | Nation              | von              | bis               |
| ------------ | ------------------- | ---------------- | ----------------- |
| Wang Helong  | Volksrepublik China | 1. Dezember 2019 | 31. Dezember 2021 |
| Wang Hongwei | Volksrepublik China | 18. Februar 2022 | heute             |